# 波氏矮冠䲁
波氏矮冠䲁（學名：Praealticus poptae），為輻鰭魚綱鳚形目䲁科矮冠䲁屬的一種，分布於中西太平洋馬里亞納群島海域，背鰭硬棘13枚、背鰭軟條17-19枚、臀鰭硬棘2枚、臀鰭軟條17-20枚，體長可達4.7公分，棲息在水淺的岩石潮間帶，雌魚產附著性卵，雄魚有護卵行為，幼魚為浮游性，生活習性不明。